# Acid oxolinic
Axit oxolinic là một loại kháng sinh quinolone được phát triển ở Nhật Bản vào những năm 1970. Liều dùng 12–20 mg / kg uống trong năm đến mười ngày. Loại kháng sinh này hoạt động bằng cách ức chế enzyme DNA gyrase. Nó cũng hoạt động như một chất ức chế tái hấp thu dopamine và có tác dụng kích thích ở chuột.